# Trenta-u
El trenta-u és un nombre natural que va després del trenta i abans del trenta-dos. S'escriu 31 en xifres àrabs, XXXI en les romanes i 三十一 en les xineses. És un nombre primer de Mersenne: és primer i 31 = 2⁵ − 1.
Ocurrències del trenta-u:
- És l'aproximació entera de pi al cub.
- El nombre de dies de set mesos de l'any.
- És el nom d'un joc de cartes.[2]
- En argot turc, la traducció d'aquest nombre significa masturbació.
- És el nombre de dies que té al març, maig, juliol, agost, octubre i desembre. El 31 de desembre se celebra Cap Any i l'1 de gener Any Nou
- És el nombre atòmic del gal·li.[3]
- El papa amb un pontificat més llarg (31 anys) va ser Pius IX.
- La seqüència 31, 331, 3331, 33331, 333331, 3333331 i 33333331 són nombres primers, però el següent ja no.
- Designa l'any 31 i el 31 aC.
- És el vuitè exponent —després del 19 i abans del 61— que genera un nombre primer de Mersenne, com va descobrir Euler l'any 1772: 231–1 = 2147483647, que és un nombre primer.